# Michael Olunga
Michael Olunga Ogada (Nairobi, 26 de marzo de 1994) es un futbolista keniano que juega como delantero en el Al-Arabi S. C. de la Liga de fútbol de Catar.

## Biografía
Durante su período de estudios en la Escuela Superior Hill, Olunga comenzó a jugar para la Libertad Sports Academy en el campeonato del condado de Nairobi. Durante la temporada marcó 32 goles (incluyendo siete en un solo partido), ayudando al equipo para permanecer invicto y se promocionara en el campeonato de la provincia de Nairobi.
En 2015 jugó en los campeones nacionales Gor Mahia FC, convirtiéndose en máximo goleador de la Liga Keniata de Fútbol de ese año con 19 goles marcados. Al final de la temporada fue nombrado mejor jugador de la liga.
El 17 de febrero de 2016 fue fichado por el equipo sueco Djurgårdens, después de haber superado con éxito su estancia en la pretemporada en los primeros tres meses jugó pocos minutos, pero con el tiempo se hizo un hueco en el once titular.
El 8 de agosto de 2016, en la jornada 17, marcó por primera vez, firmando un doblete en la victoria 3-1 contra el 'IFK Gotemburgo en el primer partido del nuevo entrenador, Marcos Dempsey, anotó un total de 12 goles en los tres meses hasta noviembre, el mes en que el campeonato terminó.
En enero de 2017 el club acordó traspasarlo al Guizhou Hengfeng Zhicheng de China por un valor de alrededor de 30-40 millones de coronas suecas (unos 4 millones de euros).
El 1 de septiembre fue traspasado por una temporada al Girona F. C. de la Primera División de España.
El 13 de enero de 2018 se convirtió al mismo tiempo en el primer keniata en marcar en la LFP y en el primer jugador del Girona F. C. en anotar un hat-trick en la Primera División, donde su equipo ganó 6-0 a la U. D. Las Palmas.
El 10 de agosto de 2018 se hizo oficial su fichaje por el Kashiwa Reysol. Tras dos temporadas y media jugando en Japón, en enero de 2021 se marchó al Al-Duhail S. C. catarí, del que se convirtió en su máximo goleador histórico con 130 tantos.
El 5 de julio de 2025, tras haber quedado libre, se unió al Al-Arabi S. C.

## Selección nacional
Olunga debutó el 13 de junio de 2015 con Kenia ante Congo, en donde el conjunto keniata y congoleño empataron a 1. Ha jugado 65 partidos internacionales y ha anotado 32 goles.

## Palmarés

### Títulos nacionales
| Título                              | Club            | País  | Año  |
| ----------------------------------- | --------------- | ----- | ---- |
| Copa del Emir de Catar              | Al-Duhail S. C. | Catar | 2022 |
| Copa de las Estrellas de Catar      | Al-Duhail S. C. | Catar | 2023 |
| Copa Príncipe de la Corona de Catar | Al-Duhail S. C. | Catar | 2023 |
| Liga de fútbol de Catar             | Al-Duhail S. C. | Catar | 2023 |
| Copa de las Estrellas de Catar      | Al-Duhail S. C. | Catar | 2025 |

### Distinciones individuales
| Distinción                                                  | Año  |
| ----------------------------------------------------------- | ---- |
| Máximo goleador de la Liga de Campeones de la AFC (9 goles) | 2021 |